# Clivus Publicius
Clivus Publicius var en gata som byggts av Lucius Publicius Malleolus och Marcus Publicius Malleolus som var ediler omkring 238 f. Kr.. Gatan började på Forum Boarium nära västra delen av Circus Maximus och Porta Trigemina.
Den bör ha korsat Aventinen i en sydlig riktning förbi Dianas tempel till Piscinae Publicae. 
Gatan hette också Vicus Publicius och är uppkallad av efter de båda bröderna från adelssläkten Publicius, som hade stora egendomar på Aventinen.
Gatan var den första i Rom som var stenbelagd och därför möjlig att köra på med häst och vagn. Gatan var även försedd med trottoarer för gående.